# Triglops
Triglops – rodzaj morskich ryb skorpenokształtnych z rodziny głowaczowatych (Cottidae).

## Klasyfikacja
Gatunki zaliczane do tego rodzaju:

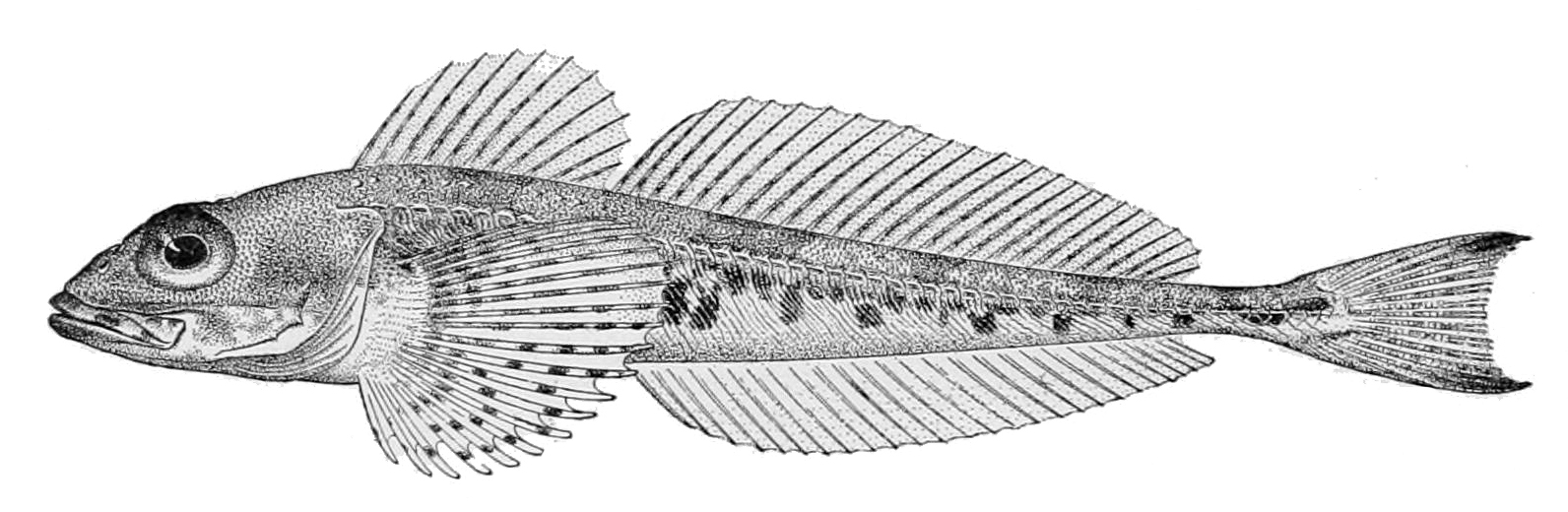
Triglops dorothy
- Triglops forficatus
- Triglops jordani
- Triglops macellus
- Triglops metopias
- Triglops murrayi
- Triglops nybelini
- Triglops pingelii – pingel[potrzebny przypis]
- Triglops scepticus
- Triglops xenostethus

- Triglops metopias